# غوستاف إريك هيدمان
غوستاف إريك هيدمان (بالفنلندية: Gustaf Hedman)‏ هو رسام فنلندي، ولد في 1777 في أولو في فنلندا، وتوفي في 1841.